# Dreiband-Europameisterschaft 1963

Logo CEB (ausrichtender Verband)

Veranstaltungsort: Brüssel

Die Dreiband-Europameisterschaft 1963 war das 21. Turnier in dieser Disziplin des Karambolagebillards und fand vom 27. bis 31. März 1963 in Brüssel statt. Es war nach 1947 die zweite Dreiband-Europameisterschaft in Brüssel.

## Geschichte
Da Raymond Ceulemans und Johann Scherz nach Abschluss der Finalrunde beide 14:2 Punkte auf ihrem Konto hatten musste eine Stichpartie um den Europameister-Titel entscheiden. Diese konnte Ceulemans mit 60:53 in 61 Aufnahmen gewinnen. Er war für den Österreicher ärgerlich weil er in der Finalrunde mit seiner besten Turnierpartie noch mit 60:48 in 46 Aufnahmen gewinnen konnte. Zum Verhängnis wurde ihm die Vorrunden-Niederlage gegen Raymond Steylaerts mit 54:60 in 68 Aufnahmen. Der neue und alte Europameister stellte mit 1,238 einen neuen Europarekord im Generaldurchschnitt (GD) auf. Großes Pech hatte der Kölner Ernst Rudolph. Er war in der Vorrundengruppe B Punktgleich mit dem Portugiesen Egidio Vieira. Nur die fünfte Stelle hinter dem Komma verhinderte sein weiterkommen in die Finalrunde. Er erreichte Platz neun durch ein Unentschieden gegen den Dänen Søren Søgaard.

## Modus
Gespielt wurde in zwei Vorrundengruppen „Jeder gegen Jeden“ bis 60 Punkte mit Nachstoß/Aufnahmegleichheit. Die Gruppen bestanden aus je fünf Spielern. Die beiden Gruppenletzten schieden aus. Die Partiepunkte aus der Vorrunde wurden in die Finalrunde mitgenommen. Die Partien gegen die ausgeschiedenen Akteure wurden in der Abschlusstabelle nicht gewertet. Platz neun wurde ausgespielt.

## Vorrunden Gruppen
| MP    | Match Points (Sieger = 2; Unentschieden = 1; Verlierer = 0) |
| Pkte. | Erzielte Karambolagen                                       |
| Aufn. | Benötigte Versuche                                          |
| GD    | Generaldurchschnitt                                         |
| BED   | Bester Einzeldurchschnitt eines Spielers                    |
| HS    | Höchstserie                                                 |
|       | Bester GD des Turniers                                      |
|       | Bester ED des Turniers                                      |
|       | Beste HS des Turniers                                       |
|       | 1. Platz (Gold)                                             |
|       | 2. Platz (Silber)                                           |
|       | 3. Platz (Bronze)                                           |

| Abschlusstabelle Vorrunden-Gruppe A | Abschlusstabelle Vorrunden-Gruppe A | Abschlusstabelle Vorrunden-Gruppe A | Abschlusstabelle Vorrunden-Gruppe A | Abschlusstabelle Vorrunden-Gruppe A | Abschlusstabelle Vorrunden-Gruppe A | Abschlusstabelle Vorrunden-Gruppe A | Abschlusstabelle Vorrunden-Gruppe A |
| Platz                               | Name                                | MP                                  | Pkte.                               | Aufn.                               | GD                                  | BED                                 | HS                                  |
| ----------------------------------- | ----------------------------------- | ----------------------------------- | ----------------------------------- | ----------------------------------- | ----------------------------------- | ----------------------------------- | ----------------------------------- |
| 1                                   | Raymond Ceulemans                   | 8:0                                 | 240                                 | 196                                 | 1,224                               | 1,463                               | 11                                  |
| 2                                   | Herman Popeijus                     | 6:2                                 | 208                                 | 222                                 | 0,936                               | 1,153                               | 6                                   |
| 3                                   | Albert Lasserre                     | 4:4                                 | 209                                 | 253                                 | 0,826                               | 0,882                               | 9                                   |
| 4                                   | Avelino Rico                        | 2:6                                 | 160                                 | 234                                 | 0,683                               | 0,821                               | 6                                   |
| 5                                   | Søren Søgaard                       | 0:8                                 | 180                                 | 271                                 | 0,664                               | –                                   | 7                                   |
| Gruppendurchschnitt: 0,847          |                                     |                                     |                                     |                                     |                                     |                                     |                                     |

| Abschlusstabelle Vorrunden-Gruppe B | Abschlusstabelle Vorrunden-Gruppe B | Abschlusstabelle Vorrunden-Gruppe B | Abschlusstabelle Vorrunden-Gruppe B | Abschlusstabelle Vorrunden-Gruppe B | Abschlusstabelle Vorrunden-Gruppe B | Abschlusstabelle Vorrunden-Gruppe B | Abschlusstabelle Vorrunden-Gruppe B |
| Platz                               | Name                                | MP                                  | Pkte.                               | Aufn.                               | GD                                  | BED                                 | HS                                  |
| ----------------------------------- | ----------------------------------- | ----------------------------------- | ----------------------------------- | ----------------------------------- | ----------------------------------- | ----------------------------------- | ----------------------------------- |
| 1                                   | Johann Scherz                       | 6:2                                 | 234                                 | 243                                 | 0,962                               | 1,153                               | 11                                  |
| 2                                   | Raymond Steylaerts                  | 6:2                                 | 236                                 | 276                                 | 0,855                               | 0,882                               | 7                                   |
| 3                                   | Jacques Blanc                       | 4:4                                 | 193                                 | 289                                 | 0,667                               | 0,909                               | 7                                   |
| 4                                   | Egidio Vieira                       | 2:6                                 | 191                                 | 264                                 | 0,723                               | 1,034                               | 7                                   |
| 5                                   | Ernst Rudolph                       | 2:6                                 | 204                                 | 282                                 | 0,723                               | 0,697                               | 9                                   |
| Gruppendurchschnitt: 0,769          |                                     |                                     |                                     |                                     |                                     |                                     |                                     |

## Abschlusstabelle
| Endklassement vor der Stichpartie             | Endklassement vor der Stichpartie | Endklassement vor der Stichpartie | Endklassement vor der Stichpartie | Endklassement vor der Stichpartie | Endklassement vor der Stichpartie | Endklassement vor der Stichpartie | Endklassement vor der Stichpartie |
| Platz                                         | Name                              | MP                                | Pkte.                             | Aufn.                             | GD                                | BED                               | HS                                |
| --------------------------------------------- | --------------------------------- | --------------------------------- | --------------------------------- | --------------------------------- | --------------------------------- | --------------------------------- | --------------------------------- |
| 1                                             | Raymond Ceulemans                 | 14:2                              | 468                               | 378                               | 1,238                             | 1,463                             | 11                                |
| 2                                             | Johann Scherz                     | 14:2                              | 474                               | 462                               | 1,025                             | 1,304                             | 13                                |
| 3                                             | Raymond Steylaerts                | 12:4                              | 461                               | 484                               | 0,952                             | 1,224                             | 8                                 |
| 4                                             | Herman Popeijus                   | 10:6                              | 411                               | 459                               | 0,895                             | 1,153                             | 8                                 |
| 5                                             | Albert Lasserre                   | 8:8                               | 411                               | 485                               | 0,847                             | 1,224                             | 9                                 |
| 6                                             | Jacques Blanc                     | 6:10                              | 380                               | 539                               | 0,705                             | 0,909                             | 7                                 |
| 7                                             | Avelino Rico                      | 4:12                              | 370                               | 498                               | 0,742                             | 0,967                             | 7                                 |
| 8                                             | Egidio Vieira                     | 2:14                              | 376                               | 502                               | 0,749                             | 1,034                             | 7                                 |
| 9                                             | Ernst Rudolph                     | 3:7                               | 264                               | 368                               | 0,717                             | 0,923                             | 9                                 |
| 10                                            | Søren Søgaard                     | 1:9                               | 240                               | 357                               | 0,672                             | 0,697                             | 7                                 |
| Turnierdurchschnitt: 0,850 (ohne Stichpartie) |                                   |                                   |                                   |                                   |                                   |                                   |                                   |
| Stichpartie                                   |                                   |                                   |                                   |                                   |                                   |                                   |                                   |
| -                                             | Raymond Ceulemans                 | 2:0                               | 60                                | 61                                | 0,983                             | 0,983                             | 9                                 |
| -                                             | Johann Scherz                     | 0:2                               | 53                                | 61                                | 0,868                             | –                                 | 7                                 |
| nach Stichpartie                              |                                   |                                   |                                   |                                   |                                   |                                   |                                   |
| 1                                             | Raymond Ceulemans                 | 16:2                              | 528                               | 439                               | 1,202                             | 1,463                             | 11                                |
| 2                                             | Johann Scherz                     | 14:4                              | 527                               | 523                               | 1,007                             | 1,304                             | 13                                |
| Turnierdurchschnitt: 0,852 (mit Stichpartie)  |                                   |                                   |                                   |                                   |                                   |                                   |                                   |

### Platzierungsspiel
| Platz            | Name          | MP  | Pkte | Aufn. | GD    | BED   | HS |
| ---------------- | ------------- | --- | ---- | ----- | ----- | ----- | -- |
| Spiel um Platz 9 |               |     |      |       |       |       |    |
| 9                | Ernst Rudolph | 1:1 | 60   | 86    | 0,697 | 0,697 | 6  |
| 10               | Søren Søgaard | 1:1 | 60   | 86    | 0,697 | 0,697 | 6  |